# Chevauchée de Lancastre (1356)
Vous lisez un « bon article » labellisé en 2022.
Pour les articles homonymes, voir Chevauchée de Lancastre.
Guerre de Cent Ans
Batailles
La chevauchée de Lancastre de 1356 en Normandie est une offensive anglaise dirigée par Henri de Grosmont, duc de Lancastre, lors de la guerre de Cent Ans. La chevauchée dure du 22 juin au 13 juillet. Au cours de sa dernière semaine, les Anglais sont poursuivis par une armée française beaucoup plus importante, commandée par le roi Jean II, qui ne réussit cependant pas à les contraindre à livrer bataille.
L'opération puise son origine dans les troubles internes qui agitent la Normandie. Pour manifester leur opposition à Jean II, les nobles normands refusent de payer leurs impôts. Pour rétablir son autorité, ce dernier décide d'un coup de force au cours duquel il fait arrêter dix d'entre eux, dont Charles le Mauvais, roi de Navarre mais aussi grand seigneur en Normandie. Loin de régler la contestation, l'action du roi met le feu aux poudres, et la Normandie se soulève, appuyée par le royaume de Navarre. Voyant là une opportunité, Édouard III d'Angleterre détourne une expédition prévue pour le duché de Bretagne, sous les ordres du duc de Lancastre, vers la péninsule du Cotentin, au nord-ouest de la Normandie, pour apporter son soutien aux rebelles normands. De là, après avoir rassemblé quelques renforts locaux, Lancastre ravage le duché de Normandie avec 2 300 hommes, début juin 1356. Le roi Jean se dirige alors vers Rouen avec une force beaucoup plus importante, espérant l'intercepter. Après avoir approvisionné la forteresse assiégée de Pont-Audemer, les Anglais se tournent vers le sud. Ils approvisionnent une autre fortification rebelle, Breteuil, puis prennent d'assaut et saccagent l'importante ville de Verneuil-sur-Avre. Jean les poursuit mais manque plusieurs occasions d'acculer les Anglais au combat, permettant à Lancastre de regagner la sécurité du Cotentin le 13 juillet 1356, avec peu de pertes et de très bons résultats militaires : en 22 jours, les Anglais ont parcouru 530 kilomètres ; deux fortifications assiégées ont été ravitaillées, une grande quantité de butin a été prise, y compris de nombreux chevaux ; des dommages ont été causés à l'économie et au prestige français ; de nouvelles alliances ont été cimentées et l'attention du roi de France a été détournée des préparatifs anglais d'une plus grande chevauchée qui allait s'élancer au sud-ouest de la France (la chevauchée du Prince Noir de 1356).

## Contexte général
Le 24 mai 1337, à la suite d'une série de désaccords entre Philippe VI de France et Édouard III d'Angleterre, le Grand Conseil de Philippe à Paris décide que les terres détenues par Édouard III en France doivent être placées sous le contrôle direct du roi au motif qu'Édouard III ne respecte pas ses obligations de vassal. C'est le début de la guerre de Cent Ans, qui dure 116 ans.
En 1346, Édouard mène une armée à travers le nord de la France, battant les Français à la bataille de Crécy et au siège du port de Calais. Les finances et le moral des Français étant au plus bas après Crécy, Philippe ne parvient pas à briser le siège de la ville, qui se rend le 3 août 1347,. Après de nouvelles manœuvres militaires peu concluantes de part et d'autre, et compte tenu de l'épuisement financier des deux parties, des diplomates envoyés par le pape Clément VI trouvent une oreille attentive. Le 28 septembre, la trêve de Calais, destinée à faire cesser temporairement les combats, est conclue. Elle favorise fortement les Anglais, en confirmant la possession de toutes leurs conquêtes territoriales. La trêve, devant initialement durer neuf mois, jusqu'au 7 juillet 1348, est prolongée à plusieurs reprises au fil des ans jusqu'en 1355. Elle ne met cependant pas fin aux affrontements navals entre les deux pays, ni aux combats de faible ampleur en Gascogne et dans le duché de Bretagne, ni aux combats occasionnels à plus grande échelle. Un traité de paix est négocié à Guînes et signé le 6 avril 1354. Le nouveau roi de France, Jean II, décide cependant de ne pas le ratifier et ce traité ne prend donc pas effet. La dernière prolongation de la trêve devant expirer le 24 juin 1355, il est alors clair qu'à partir de cette date, les deux parties s'engageraient dans une guerre à grande échelle ,.

## Préludes

### Expédition vers la Picardie
En avril 1355, Édouard et son conseil, alors que le trésor se trouve dans une situation financière exceptionnellement favorable, décident de lancer cette année-là des offensives dans le nord de la France et en Gascogne,. Jean II tente de mettre une forte garnison dans ses villes et fortifications du nord contre la descente attendue d'Édouard III, tout en rassemblant une armée : après la répartition des troupes dans les garnisons, cette armée française est assez peu nombreuse, en grande partie à cause du manque d'argent pour recruter plus d'hommes. Une expédition anglaise vers la Normandie est prévue, initialement avec la coopération de Charles II de Navarre,, mais ce dernier se retire,. Au lieu de cela, une chevauchée est tentée à travers la Picardie en partant de l'enclave anglaise de Calais en novembre 1355,. Le roi de France utilise à cette occasion une politique de la terre brûlée, contraignant les Anglais à rentrer à Calais en dix jours,. Cette chevauchée n'eut pas un impact décisif, mais elle détourna une partie des forces françaises de celles que menait parallèlement le Prince Noir dans le sud,.

### Chevauchée du Prince Noir (1355)
Le fils aîné d'Édouard III, Édouard de Woodstock, plus tard communément appelé le Prince Noir, reçoit le commandement gascon, et arrive à Bordeaux, capitale de la Gascogne sous contrôle anglais, le 20 septembre 1355, accompagné de 2 200 soldats anglais,. Une force anglo-gasconne de 5 000 à 6 000 hommes marche de Bordeaux à Narbonne puis revient en Gascogne, dévastant sur son passage une large bande de territoire français en mettant à sac de nombreuses villes,. Bien qu'aucun territoire n'ait été capturé, d'énormes dommages économiques sont causés : l'historien Clifford Rogers estime notamment que « l'importance de l'attrition économique de la chevauchée peut difficilement être exagérée ». Les Anglais reprennent l'offensive après Noël avec de grands résultats : plus de 50 villes ou fortifications tenues par les Français dans le sud-ouest sont capturées au cours des quatre mois suivants. Plusieurs seigneurs locaux passent aux Anglais, apportant avec eux 30 autres places fortes.

### Troubles internes en Normandie

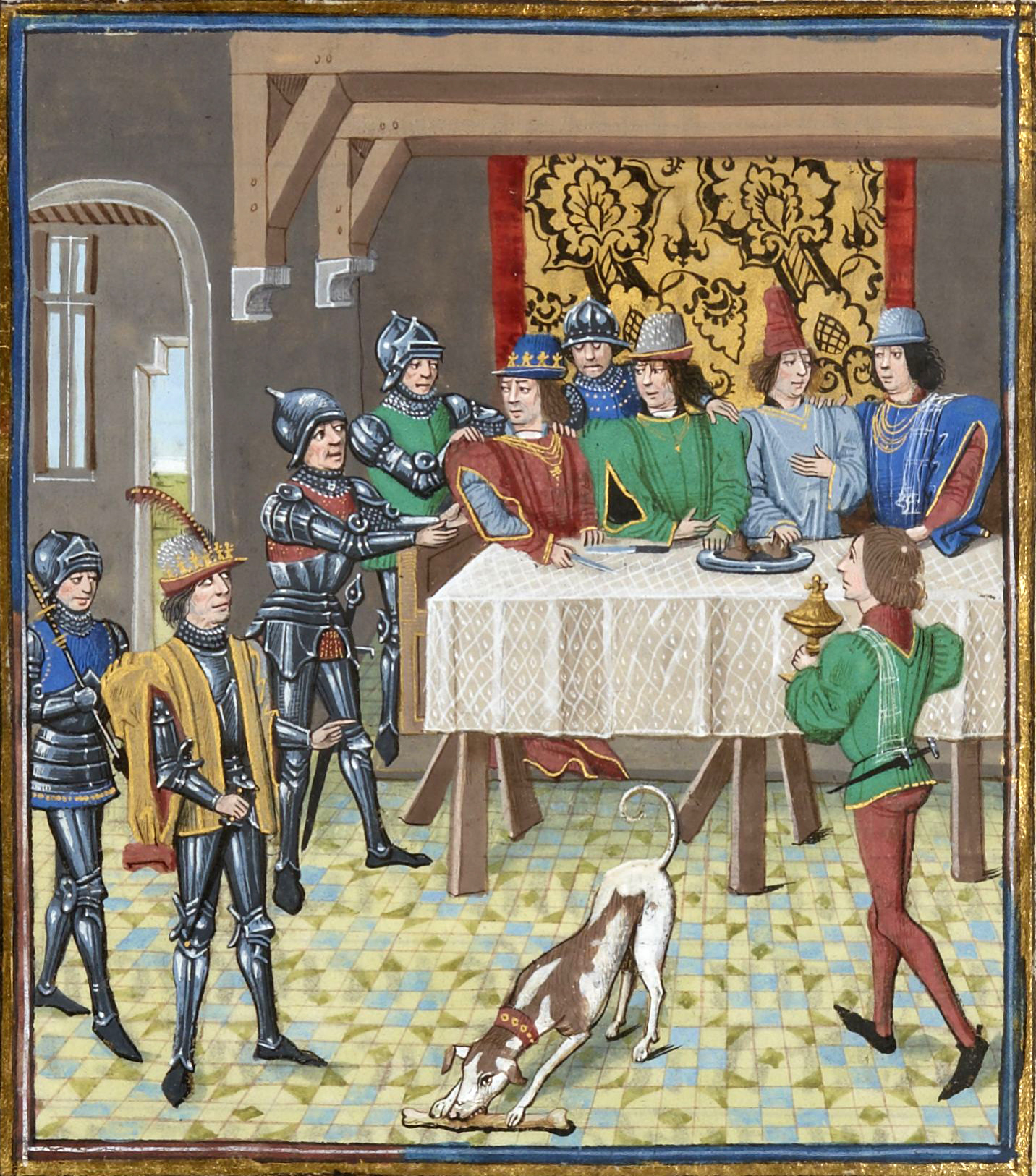
Arrestation de Charles le Mauvais, Chroniques de Froissart, miniature de Loyset Liédet, BNF Fr.2643,.

Du fait de tous ces événements, l'argent et l'enthousiasme pour la guerre s'épuisent en France au début de l'année 1356. Une grande partie du nord du royaume défie ouvertement Jean II et Arras se rebelle. Les grands nobles de Normandie refusent de payer les impôts. Face à cette situation, le roi de France décide d'intervenir par un coup de force. Le 5 avril 1356, les nobles normands dînent avec le fils aîné de Jean II, Charles (le dauphin, mais qui est aussi duc de Normandie), lorsque le roi fait irruption, accompagné d'hommes armés, et arrête dix de ces nobles turbulents dont quatre seront sommairement exécutés par la suite. L'un des prisonniers est le traître notoire Charles II de Navarre, l'un des plus grands propriétaires terriens de Normandie. Les nobles normands qui n'avaient pas été arrêtés envoient des troupes au frère cadet de Charles le Mauvais, Louis, qui administre le royaume de Navarre en tant que lieutenant-général. Dès qu'il apprend la nouvelle, Louis commence à lever des troupes pour affronter le roi de France, tandis que les nobles normands prennent les armes et se tournent vers Édouard III pour obtenir de l'aide dans le conflit qui les oppose à leur suzerain.

## Déroulement

### Guerre en Normandie et implication anglaise

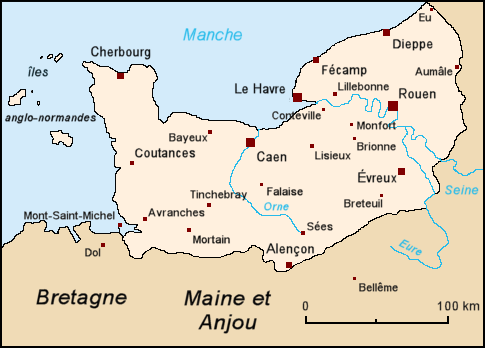
Le duché de Normandie au XIIe siècle, peu avant son rattachement au royaume de France dans les premières années du siècle suivant. En raison de l'inaliénabilité du domaine royal, ses frontières sont identiques au XIVe siècle.

L'armée française prend le contrôle au début de l'année 1356 de la majeure partie de la Normandie et assiège les fortifications tenues par les rebelles qui refusent de se rendre. Le fils de Jean II, Charles, en sa qualité de duc de Normandie, se charge de la suppression de ces résistances. Il prend personnellement le commandement du siège d'Évreux, capitale des possessions navarraises en Normandie et ordonne plusieurs assauts, qui échouent. La ville de Pont-Audemer, autre possession normande du roi de Navarre, refuse également de se rendre. La ville tombe par la force aux mains d'une force française commandée par Robert de Houdetot, mais le château résiste à plusieurs assauts des forces françaises. Philippe de Navarre, autre frère cadet de Charles le Mauvais, prend le commandement de plusieurs partisans de son frère et se retire dans le nord du Cotentin, tandis que le roi de France concentre à Chartres une armée pour répondre à tout mouvement des Anglais et convoque l'arrière-ban le 14 mai 1356. Preuve du manque d'enthousiasme que suscite la guerre, l'appel est répété à la fin du mois de mai, puis à nouveau au début du mois de juin.
Face aux assauts des Français, les rebelles de Normandie négocient une alliance avec Édouard III. Les Anglais préparaient une expédition vers le Bretagne sous les ordres de Henri de Grosmont, duc de Lancastre, dans le cadre de la guerre de succession de Bretagne : Édouard III la détourne vers la Normandie pour soutenir les rebelles français. Le 1er juin, une force initiale de 140 hommes d'armes, 200 archers et 1 400 chevaux quitte Southampton, sans le duc de Lancastre, à bord de 48 navires, pour débarquer près de Saint-Vaast-la-Hougue dans le nord-est du Cotentin, sur les mêmes plages sur lesquelles les Anglais avaient débarqué dix ans plus tôt au début de la campagne qui allait les mener à la victoire de Crécy. La troupe est contrainte de se reposer quelques jours afin que les chevaux puissent récupérer de la traversée.
Le 18 juin 1356, Henri de Grosmont arrive et porte les effectifs à 500 hommes d'armes et 800 archers, bientôt renforcés par 200 Normands sous les ordres de Philippe de Navarre. Le commandant anglais Robert Knolles rejoint le duc de Lancastre à Montebourg avec 800 autres hommes détachés des garnisons anglaises en Bretagne. Clifford Rogers estime donc à 2 300 hommes les forces anglaises présentes en Normandie en juin 1356. Puis au cours du mois suivant, jusqu'à 1 700 hommes provenant des fortifications tenues par les Navarrais viennent les renforcer.

### Aller

Itinéraire emprunté par le duc de Lancastre.

L'objectif principal de Lancastre était de soulager les forteresses navarraises assiégées de Pont-Audemer, Breteuil, Tillières-sur-Avre et Évreux. Au moment où il débarque, seules les trois premières places résistent encore. En effet, au début de juin, l'armée du dauphin Charles avait lancé un assaut réussi sur Évreux : au terme de celui-ci la garnison navarraise se retira dans la citadelle, brûlant la majeure partie de la ville derrière elle mais, après des négociations, livre la place au dauphin pour gagner Breteuil. En plus de ces objectifs spécifiques, la chevauchée conduite par le duc de Lancastre a, comme les autres chevauchées anglaises, des objectifs plus généraux. Comme l'exemple de Lancastre va le montrer, le but n'est pas de chercher l'affrontement direct avec les forces ennemies, puisque les Anglais n'ont pas pour ambition de conquérir les territoires qu'ils traversent (le résultat d'une bataille est trop hasardeux, et la conception de la guerre a changé depuis l'époque des chansons de geste). Ces opérations visent davantage à discréditer le roi de France en montrant son incapacité à assurer l'une des fonctions royales par excellence : la protection des populations. C'est également un moyen pour les Anglais de mener une guerre très lucrative, tout en prenant un minimum de risques et en infligeant des dégâts très lourds à l'économie adverse en ravageant les structures essentielles que sont les moulins ou les granges, en plus des récoltes.
L'armée de Lancastre, retardée plusieurs jours à Montebourg, se met finalement en route le 22 juin et arrive le lendemain à Carentan, 40 kilomètres au sud. Jusqu'alors, les Anglais se trouvaient en territoire relativement ami, mais le 24, ils se dirigent vers la partie de la Normandie contrôlée par les Français. La campagne commence alors véritablement, et prend la forme d'une chevauchée typique : toute la troupe est à cheval (ce qui permet de se déplacer plus rapidement que les autres armées), et la progression se fait en maximisant les dégâts pour la région traversée. En effet, la troupe principale se concentre sur la destruction des villages sur le chemin et contourne les places fortes, tandis que de chaque côté de cette colonne, des détachements plus petits font un maximum de dégâts. Le duc de Lancastre est cependant prêt à livrer une bataille rangée mais ne la cherche pas activement.
Le 24 juin, les forces anglaises se dirigent vers le sud, traversent la Vire à Torigni-sur-Vire, et s'y arrêtent pour le 25 juin. Le 26, ils bifurquent vers l'est, traversant le pont fortifié sur la Dives après que la garnison française l'a abandonné. Lancastre arrive à Pont-Audemer quatre jours après avoir quitté Torigni-sur-Vire, soit une distance de 135 kilomètres. La ville est sur le point de tomber, car les Français ont presque réussi à enfoncer leurs sapes sous ses murs,. Ils s'enfuient cependant en apprenant l'approche de Lancastre, abandonnant leurs bagages et leurs matériels de siège, qui viennent renforcer l'équipement des Anglais,. Ces derniers passent deux jours à approvisionner Pont-Audemer et à combler les sapes françaises. Détachant 100 hommes pour renforcer la garnison, Lancastre reprend sa marche vers le sud le 2 juillet. Le lendemain, il atteint Conches-en-Ouche, prend d'assaut son château et l'incendie.
Pendant ce temps, Jean II, qui avait quitté Chartres avec une force importante, s'établit d'abord à Mantes. Lorsque Lancastre marche vers l'est après avoir traversé le pont fortifié sur la Dives le 26 juin, le roi de France croit qu'il se dirige vers Rouen et y déplace son armée. Il prend également des mesures pour bloquer les gués de la Seine, croyant que les Anglais se dirigeaient vers Calais. Une fois qu'il est devenu clair que Lancastre se dirige vers le sud depuis Pont-Audemer, le roi de France suit son adversaire.
Le 4 juillet au matin, les Anglais marchent sur Breteuil. Ses assiégeants se retirent en bon ordre, et la place est suffisamment réapprovisionnée pour supporter un siège d'un an,. Lancastre, qui a donc atteint deux de ses trois objectifs, décide peut-être par tempérament aventurier de s'emparer en plus de Verneuil, distante d'une dizaine de kilomètres. Les Anglais atteignent la ville dans l'après-midi, la prennent, la pillent et font prisonniers tous ceux dont ils estiment qu'ils pourraient valoir une rançon. Les hommes les plus riches de la région s'étaient cependant fortifiés dans le donjon de Verneuil avec leurs familles et leurs objets de valeur avant l'arrivée des Anglais. À 6 heures du matin le 6 juillet, ses défenseurs négocient une reddition : ils sont autorisés à partir, mais à condition d'abandonner tous leurs biens. Le donjon est ensuite pillé et démoli. L'historien Alfred Higgins Burne émit l'hypothèse que le matériel de siège français qui avait été capturé à Pont-Audemer fut utilisé pendant la suite de la chevauchée, ce qui explique les facilités qu'avait Lancastre pour prendre les places qu'il trouvait sur sa route. L'attaque sur Verneuil fut probablement motivée par l'attrait du butin que les Anglais y firent effectivement. Cependant, cette prise marque la fin de la phase offensive de la chevauchée de Lancastre, car à partir de là, il ne cherche plus à atteindre son dernier objectif, Tillières-sur-Avre, situé pourtant à seulement 11 kilomètres à l'est de Verneuil.

### Retour

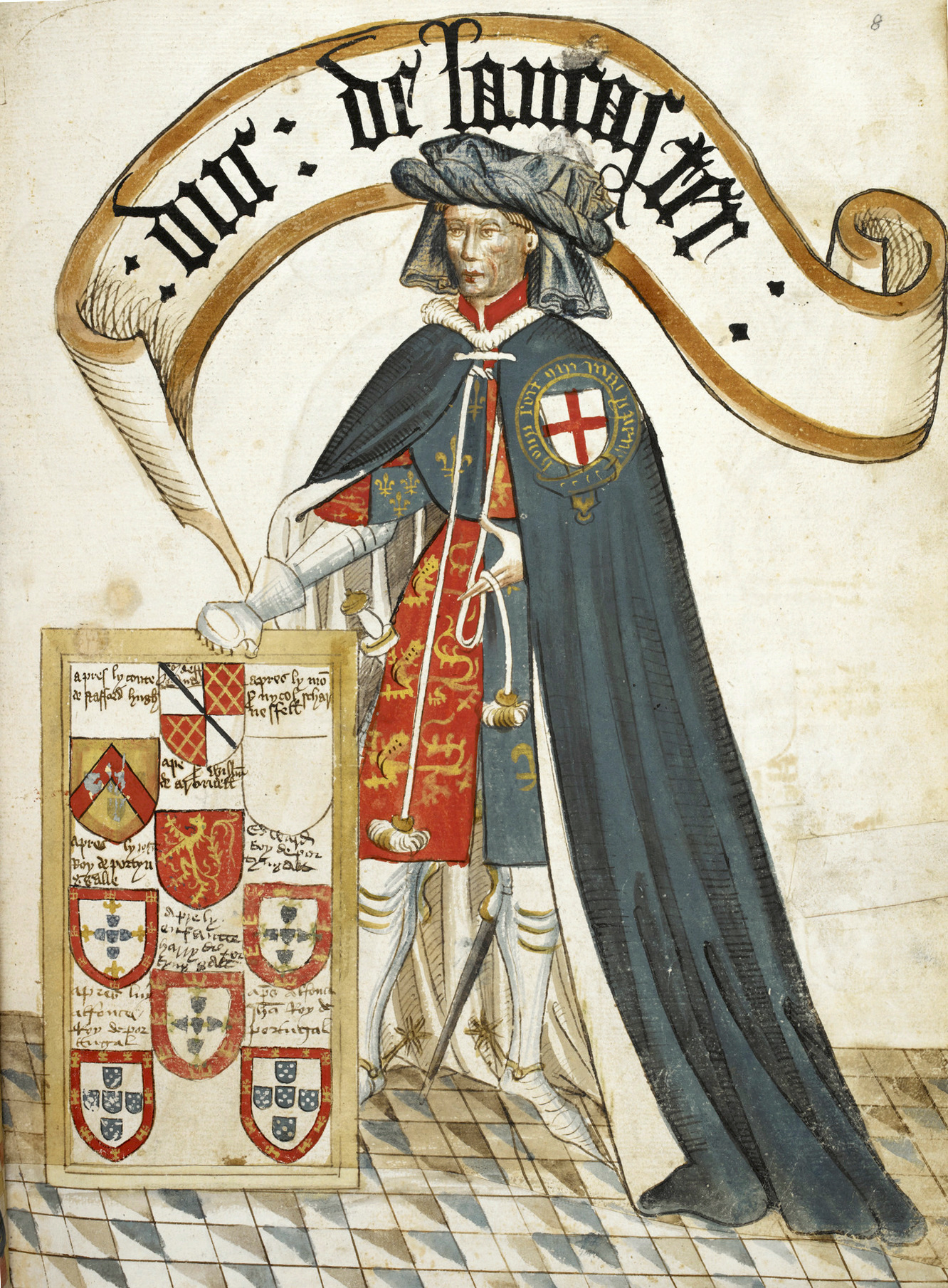
Henri de Grosmont, duc de Lancastre, miniature du livre de l'ordre de la Jarretière de William Bruges, British Library, Stowe 594,.

Au moment où la démolition du donjon de Verneuil est terminée, le soir du 6 juillet, des rapports sur l'approche de l'armée française sont reçus par Lancastre. Les forces françaises sont beaucoup plus nombreuses que les troupes anglaises, avec peut-être dix fois plus d'hommes. S'étant déplacées de Rouen à Condé-sur-Iton, elles se trouvaient donc alors à 4 kilomètres de Breteuil, que les Anglais venaient d'approvisionner, et seulement 11 kilomètres de Verneuil. Le 7, Lancastre laisse au repos ses hommes et leurs chevaux mais les dispose en ordre de bataille à l'extérieur de Verneuil, pour être prêt à réagir en cas d'attaque des Français. Ces derniers sont à Condé-sur-Iton et se reposent également, ayant marché durement pour y arriver en deux jours depuis Rouen. Jean II souhaite également temporiser, attendant que tous ses traînards et détachements rejoignent son armée avant de chercher à engager une bataille. Le 8, les Anglais marchent 22 kilomètres vers l'ouest jusqu'à L'Aigle. Jean II les suit et leur envoie des hérauts pour proposer à Lancastre d'engager ses forces dans une bataille. Ce dernier répond de manière ambiguë, mais le roi de France, convaincu que la principale raison du débarquement de Lancastre en Normandie était de chercher une bataille, croit qu'un accord a été conclu et campe pour la nuit,.
Le lendemain matin, les Français se préparent au combat, surveillés de loin par un détachement de cavalerie navarraise, et partent à midi pour constater l'absence des Anglais : ceux-ci ont levé le camp pendant la nuit pour s'engager dans une longue marche de 45 kilomètres vers Argentan. Tenter une poursuite étant manifestement sans espoir, les Français retournent à Breteuil et y rétablissent le siège de la forteresse. Une force est également envoyée à Tillières-sur-Avre, qui capitule aussitôt, étant donné que Lancastre n'a pas ravitaillé cette forteresse. Un détachement suit cependant la troupe de Lancastre dans son repli, ce qui explique la précipitation du duc anglais qui croyait qu'il s'agissait de l'avant-garde de l'armée du roi de France.
La troupe de Lancastre revient à Montebourg, son point de départ, le 13 juillet. En 22 jours, les Anglais avaient parcouru 530 kilomètres, un exploit pour l'époque. L'expédition de trois semaines avait été couronnée de succès : deux des places assiégées avaient été réapprovisionnées ; les participants avaient saisi une grande quantité de butin, dont de nombreux chevaux ; des dommages avaient été causés à l'économie et au prestige français ; l'alliance avec les nobles normands avait été cimentée ; il y avait eu peu de pertes et le roi de France avait été distrait des préparatifs du Prince Noir pour une plus grande chevauchée dans le sud-ouest de la France,.

## Suites
Philippe de Navarre et Geoffroy d'Harcourt reconnaissent Édouard III comme roi de France et lui rendent hommage pour leurs terres normandes,. À la suite de sa chevauchée réussie, Lancastre se rend en Bretagne avec 2 500 hommes. De là, il marche vers le sud à la mi-août, dans l'intention de rejoindre le Prince Noir qui remonte du sud-ouest, dans les environs de Tours. Il ne parvient cependant pas à franchir la Loire et retourne en Bretagne où il assiège la capitale, Rennes.
Lorsque le roi Jean reçoit la nouvelle que le Prince Noir a commencé sa propre chevauchée avec une force anglo-gasconne se déplaçant vers le nord depuis Bergerac, il met fin au siège de Breteuil. Il rassemble alors une armée royale à Chartres, poursuit les Anglo-Gascons, coupe leur retraite et les contraint à la bataille de Poitiers. Cependant, l'armée française est lourdement battue par les forces anglo-gasconnes, pourtant moins nombreuses, et Jean II est capturé.